# 23524 Yuichitsuda
23524 Yuichitsuda este o planetă minoră (asteroid), cu un diametru de 4,343 km, din centura de asteroizi. A fost descoperită pe 23 ianuarie 1993 la Kitami Observatory⁠(d) de Kin Endate și a fost numită după Yuichi Tsuda⁠(d). 
Obiectul prezintă o orbită caracterizată de o semiaxă mare de 2,5576224 UAi, o excentricitate de 0,16, o înclinație de 4,8795 ° în raport cu ecliptica.